# Lycianthes rimbachii
Lycianthes rimbachii är en potatisväxtart som beskrevs av Standley. Lycianthes rimbachii ingår i Himmelsögonsläktet som ingår i familjen potatisväxter. Inga underarter finns listade i Catalogue of Life.